# Várzea do Carmo

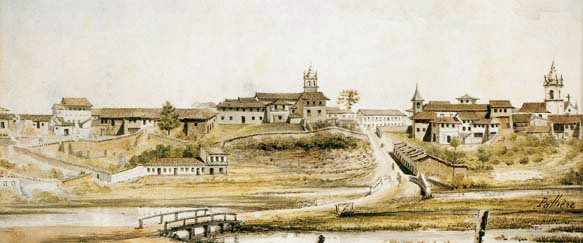
La Várzea do Carmo pintada por Arnaud Pallière.

Várzea do Carmo era la denominación de una de las zonas centrales de la ciudad de São Paulo (Brasil), adyacente al Convento do Carmo y frecuentemente alcanzada por las crecidas del río Tamanduateí. Luego de la canalización del río, el topónimo cayó en desuso y, actualmente, la zona es -grosso modo- equivalente al Parque Dom Pedro II.